# Mercurius

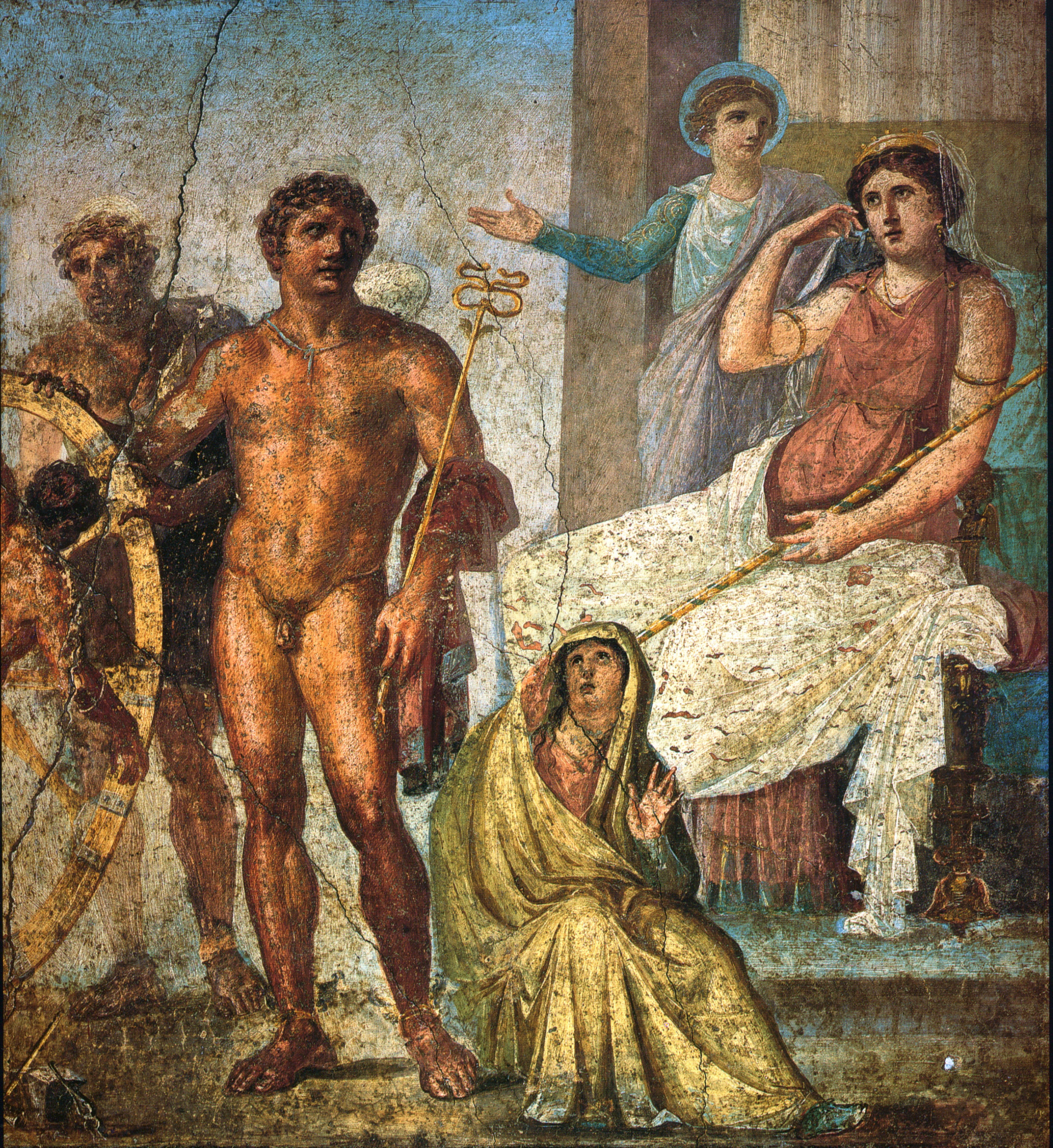
I centrum är Mercurius hållande kaducé. Romersk fresk från Pompeji, 60-79 e.Kr.

Mercurius var i romersk mytologi en gud som främst var beskyddare för handel och köpmän. Detta framgår av hans namn: latinets merx, "handelsvara", mercari, "idka handel", och mercator "köpman". För den grekiska motsvarigheten, se Hermes.

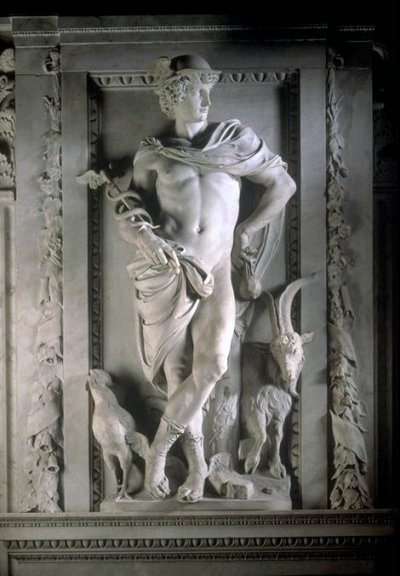
En 1600-talsskulptur föreställande Mercurius, utförd av Artus Quellinus den äldre.

Han anses vara en av de viktigaste gudarna inom den romerska mytologin, då han hade väldigt många olika egenskaper och nådde ut till en stor del av befolkningen. 

## Allmän fakta
Mercurius, eller Merkurius, dök upp sent i den romerska mytologin. Hans motsvarighet i den grekiska mytologin var guden Hermes, från vilken han övertog många av sina karaktärsdrag. Från början så var han enbart köpmännens beskyddare, men Hermes gjorde att han fick egenskaper från lömskhet, list, vigheter och tjuvaktighet till kvickhet och slutligen rollen att följa de döda till deras nästa liv.
Mercurius brukar avbildas med en bevingad hjälm och bevingade sandaler, se talaria. Detta för att symbolisera den hastighet som han innehar och symboliserar. I många fall har han även en stav, runt vilken två ormar är snurrade. Enligt de mytologiska berättelserna stoppade Mercurius ett slagsmål mellan de två ormarna med sin diplomati och förmådde dem att fästa sig runt hans stav. Ett mer troligt scenario som diskuteras bland nutida historiker är att grekerna kombinerade en gammal vishetssymbol, ormen (som kan spåras ända till det förhistoriska Mesopotamien), med den enkla olivkvist som deras mest lärda gud var försedd med.
Onsdag heter på latin dies Mercurii. Ordagrant betyder det "Merkurius dag" och är alltså uppkallad efter guden. Oden identifierades därför med Merkurius, då de har givit namn åt samma veckodag. Tacitus (Germania, IX) beskriver "Merkurius" som germanernas främste gud. Även andra gudar bland andra folk blev identifierade med Merkurius (interpretatio romana). Det tyder på att han hade en stor roll för romarna, och det poängterar även hans betydelse i deras vardag.
Guden var en av de viktigaste gudarna i Romarriket och var då en särskilt viktig gud för de som var involverade i affärer. Detta ledde till en unik festival tillägnad Mercurius som ägde rum varje år.

### Mercurius festival
Den 15 maj varje firade köpmännen i Rom en årlig fest till hans ära, och samma dag 495 f.Kr. invigdes hans första tempel i närheten av Circus Maximus. Köpmännen firade genom att strö vatten på sina varor eller sig själva, för att bringa lycka till framtida affärer. Det fanns en ytterligare symbolik i det, att de bad till Mercurius för att be om ursäkt för sina tidigare och kommande bedrägerier av sina kunder.

## Nutida kvarlevor
Mercurius har givit namn till planeten Merkurius. Planeten Merkurius rör sig snabbast av alla i solsystemet, och Mercurius var bland annat känd för att vara en snabb budbärare.
Mercurius har satt spår i många ord och uttryck i det moderna Europa. Eftersom han symboliserar kvickhet, har han givit namn åt flera saker som rör det ämnet. Metallen kvicksilver heter mercurium inom kemin, kvicksilverförgiftning betecknas som merkurja, och i Sverige sade man förr merkurium eller merkurja om vanlig arsenik (en förväxling med kvicksilverklorid). En engelsman med mercurial temperament är ombytlig med snabba humörväxlingar.